# Bertha von Suttner
Pour les articles homonymes, voir Kinsky et Suttner.
Bertha Sophie Felicitas comtesse Kinský von Wchinitz und Tettau, baronne von Suttner, née le 9 juin 1843 à Prague, morte le 21 juin 1914 à Vienne, fut une pacifiste autrichienne radicale, lauréate en 1905 du prix Nobel de la paix. Issue de la haute aristocratie austro-hongroise, elle reçut de son milieu social une éducation assez cosmopolite et apprit dès son plus jeune âge à parler plusieurs langues. Elle a été vice-présidente du Bureau international de la paix de sa création en 1892 à sa mort en 1914.
Elle fut un temps la secrétaire d'Alfred Nobel en 1876 quand celui-ci résida à Paris. Bien que cette période fût très courte, elle est restée une grande amie de l'industriel et scientifique, correspondant avec lui jusqu'à son décès en 1896. Leur correspondance montre son insistance à promouvoir la cause de la paix, tant et si bien qu'elle est considérée comme ayant pu influencer la décision de Nobel de demander la création d'un prix de la paix.
Elle fut l'auteure en 1889 de Die Waffen nieder! (Bas les armes !), que l'on peut considérer comme l'équivalent de La Case de l'oncle Tom pour la cause pacifiste. Elle mourut à Vienne à peine une semaine avant l'attentat de Sarajevo qui, provoquant la mort de l'archiduc-héritier d'Autriche-Hongrie, allait plonger l'Europe dans la Première Guerre mondiale.

## Jeunesse
En tant que comtesse Kinsky von Wchinitz und Tettau, Bertha von Suttner descend d'une des plus prestigieuses Maisons nobles de Bohême, alliée notamment aux princes de Liechtenstein et proche de la Maison Impériale et Royale. La duchesse de Hohenberg est une de ses parentes. 
Son père Franz Michael, comte (Graf) Kinsky, mort avant la naissance de sa fille à l'âge de 75 ans, était général, et son grand-père était capitaine dans la cavalerie. Bertha von Suttner grandit auprès de sa mère Sophie Wilhelmine (née von Körner, une parente éloignée du poète Theodor Körner) dans un environnement aristocratique au sein du militarisme de la monarchie austro-hongroise. Enfant et adolescente, elle apprend à parler, en plus de l'allemand, le français, l'italien et l'anglais, voyage beaucoup et fait de la musique.
Depuis le XVIIIe siècle, la Bohême est le théâtre d'affrontement guerrier notamment entre la Prusse et l'Autriche. En 1866, la jeune comtesse Bertha von Wchinitz und Tetau assiste dans sa prime jeunesse aux horreurs de la Guerre austro-prussienne dans les environs du château de ses ancêtres. Sa mère voulait qu'elle contracte une union conforme à son rang mais Bertha s'y est refusée en annulant ses fiançailles avec le baron Gustav von Heine-Geldern. Après la dilapidation de la fortune héritée de son père, en partie à cause de la passion de sa mère pour le jeu, Bertha est réduite à occuper le poste de gouvernante à partir de 1873 dans la maison du baron Karl von Suttner, un industriel de Vienne. Elle donne aux quatre filles von Suttner des cours de musique et de langues. À cette époque, elle tombe amoureuse du plus jeune fils de la famille, Arthur Gundaccar von Suttner, plus jeune qu'elle de sept ans.  En 1876, au cours d'un voyage à Paris avec la famille, la mère d'Arthur von Suttner renvoie Bertha afin de mettre un terme à la relation de cette dernière avec son fils. Cependant, pour ne pas la laisser sans moyen, elle l'envoie auprès du scientifique Alfred Nobel qui réside à Paris et qui l'emploiera comme secrétaire pendant quelques semaines. Alfred Nobel est cependant rappelé en Suède par le roi Oscar II. Toutefois se développe une forte relation d'amitié qui perdure dans leurs échanges épistolaires jusqu'à la mort du savant en 1896.
Bertha rentre à Vienne où, âgée de 33 ans, elle épouse secrètement, le 12 juin 1876 à Gumpendorf, Arthur Gundakkar von Suttner qui en a 26, contre la volonté des parents de ce dernier. Arthur est alors déshérité et le couple part pour le Caucase, en Géorgie auprès de la princesse Ekaterina Dadiani de Mingrélie. Le couple y réside plus de huit ans. Ils vivent, en grande partie à Tbilissi, difficilement, de petits travaux comme l'écriture de romans de divertissement ou de traductions.
Avec le début de la guerre russo-turque de 1877-1878, Arthur commence à publier avec succès des récits sur la guerre, le pays et les gens dans des hebdomadaires allemands. La même année, en 1877, Bertha von Suttner commence ses activités de journaliste sous le pseudonyme de B. Oulot, et obtient de grands succès, tout comme son mari. Elle écrit alors pour des journaux autrichiens des histoires courtes et des essais et son mari des récits de guerre et de voyage. En 1885, ils rentrent à Vienne, se réconcilient avec la famille et emménagent dans le château familial à Harmannsdorf en Basse-Autriche.

## Journaliste et écrivaine

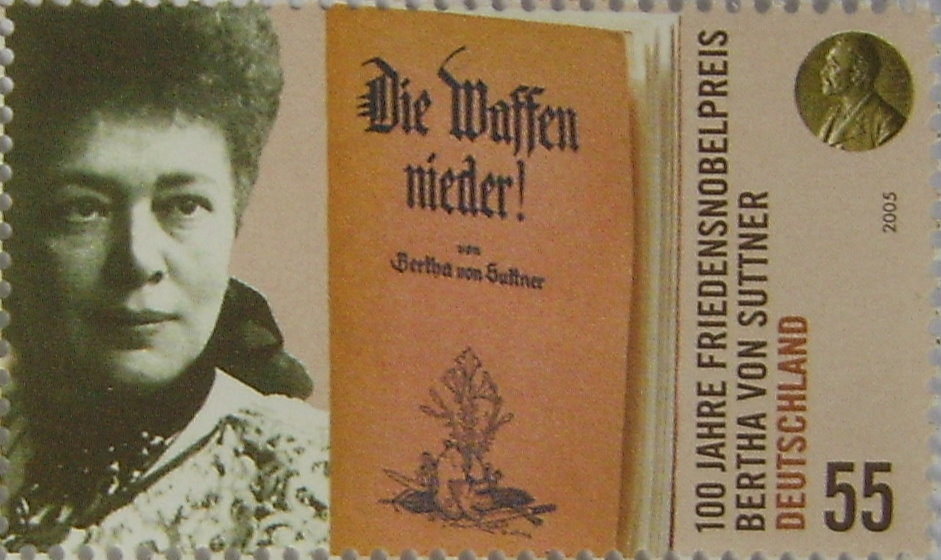
Timbre émis pour le centenaire du Prix Nobel remis à Bertha von Suttner représentant son livre Die Waffen nieder !.

Après son retour, Bertha von Suttner continue à écrire en privilégiant le thème du pacifisme. C'est ainsi qu'elle écrit en 1886 le livre High Life dans lequel elle aborde le respect de l'homme et son libre arbitre. Peu de temps après, elle apprend grâce à une table ronde avec le philosophe français Ernest Renan l'existence de l'International Arbitration and Peace Association fondée par le britannique Hodgson Pratt en 1880. Bertha von Suttner va être influencée dans sa conception du pacifisme par des personnalités telles que Henry Thomas Buckle, Herbert Spencer ou Charles Darwin et sa théorie de l'évolution. Le pacifisme de Suttner est un pacifisme éthique fondé sur la capacité morale de l'homme à comprendre que la guerre ne doit plus être employée. Elle s'inscrit dans son époque qui porte l'idée d'une foi libérale sans faille dans le progrès de l'homme, se révélant profondément humaniste.
Bertha von Suttner publie Das Maschinenalter entsteht (en français : L'âge des machines) en 1889, qui est considérée comme la première utopie littéraire de science-fiction féministe publiée par une autrice de langue allemande. Elle utilise le pseudonyme de « Jemand », qui signifie « quelqu'un » en français. Dans cet ouvrage, elle aborde le thème de la rétrospective du futur vers le présent. Elle met en scène un historien donnant des conférences européennes, cet historien étant considéré comme un « homme complet, qui a réuni les caractéristiques féminines et masculines de l'humanité, et se sert de son expertise pour critiquer d'un point de vue féministe la place des femmes dans la société du XIXe siècle »,.
En 1889, à l'âge de 46 ans, elle publie aussi le roman pacifiste Die Waffen nieder! (le titre de l'édition anglaise publiée en 1892 étant Lay Down Your Arms ! et le titre français Bas les armes !). Le roman a beaucoup de succès et Bertha von Suttner devient l'une des représentantes principales du mouvement pacifiste. Elle y décrit les horreurs de la guerre du point de vue d'une femme et touche ainsi le cœur de la société où de nombreux débats ont alors lieu sur le militarisme et la guerre. Avec 37 éditions et une traduction en douze langues dont le tchèque en 1896, le livre de Bertha von Suttner remporte un grand succès littéraire. Le livre sera adapté au cinéma en 1914 par Holger-Madsen et Carl Theodor Dreyer.
À l'hiver 1890-1891, le couple von Suttner habite à Venise. Bertha von Suttner impulse la création d'une « société de la paix de Venise » (Friedensgesellschaft Venedig). Elle fait la connaissance du marquis Benjamino Pandolfi grâce auquel elle rencontre d'autres représentants des « conférences interparlementaires ». Les Conférences interparlementaires prennent le nom d'Union interparlementaire à partir de 1910.
Le 3 septembre 1891, Bertha von Suttner annonce la fondation d'une société pacifiste autrichienne, la Österreichische Gesellschaft der Friedensfreunde, dans un article de la Neue Freie Presse. Le succès de cette annonce est immense. Bertha von Suttner en est nommée présidente, poste qu'elle occupera jusqu'à sa mort en 1914. En novembre 1891, à l'occasion du congrès mondial pour la paix à Rome, elle est élue vice-présidente du Bureau international de la paix et fonde conjointement avec Alfred Hermann Fried en 1892 la Deutsche Friedensgesellschaft. En très peu de temps, l'association compte environ 2 000 membres. Par la suite, Berthe von Suttner prend part à plusieurs congrès de paix internationaux comme celui de Berne en 1892, d'Anvers en 1894 ou de Hambourg en 1897. Le 3 juin 1897, elle envoie à l'empereur François-Joseph Ier d'Autriche une pétition rassemblant des signatures en faveur d'un tribunal d'arbitrage international. En 1899, elle prend ainsi part à la préparation de la première conférence de La Haye au cours de laquelle sont abordées des questions portant sur la sécurité nationale et internationale, sur le désarmement et sur l'instauration d'un tribunal d'arbitrage international. Les initiateurs de la conférence n'obtiennent cependant pas les résultats escomptés. Les conflits militaires peuvent certes être dénoués mais l'idée de mettre fin à toutes les actions militaires, de réduire l'armement ou d'imposer le recours à un tribunal d'arbitrage international ne s'impose pas. Néanmoins la Cour permanente d'arbitrage de La Haye est créée.
Son mari étant malade et ne pouvant voyager, Bertha von Suttner se rend seule en 1902 au congrès de paix de Monaco. Par la suite, elle se rend avec lui en Bohême pour se reposer. Le 10 décembre 1902, Artur Gundaccar von Suttner meurt à Harmannsdorf. Endettée, Bertha von Suttner doit mettre aux enchères la propriété du couple et part s'installer à Vienne où elle continue à publier, entre autres dans le journal hongrois de langue allemande Pester Lloyd. En 1903, elle se rend de nouveau à Monaco et participe à l'ouverture de l'Institut international de la paix fondé par le prince Albert Ier.

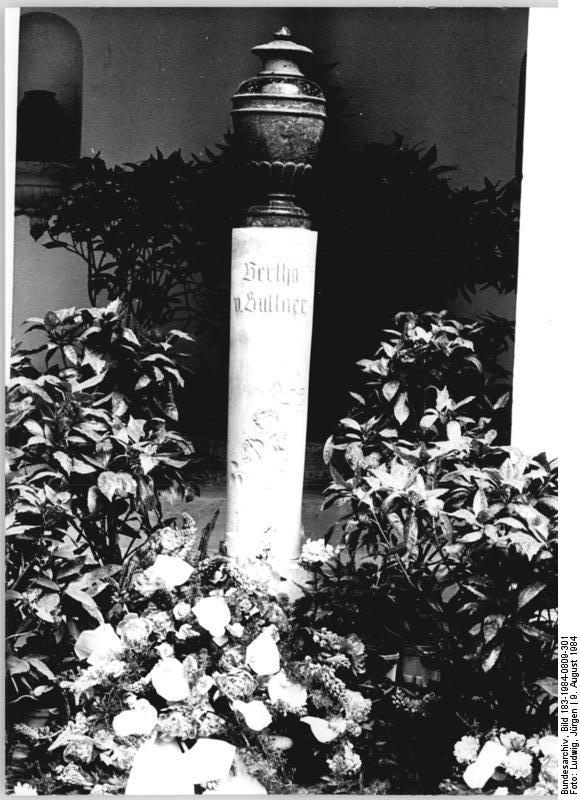
Urne de Bertha von Suttner à Gotha.

En juin 1904, Bertha von Suttner est l'une des participantes les plus importantes de la Conférence internationale des femmes à Berlin. Cette conférence se termine par une manifestation pour la paix à la Philharmonie de Berlin où Bertha von Suttner fait un exposé. La même année, elle part aux États-Unis au congrès mondial pour la paix qui se tient à Boston. Elle voyage alors de ville en ville et fait jusqu'à trois conférences par jour. Sa réputation la précède et elle est invitée à la Maison Blanche pour s'entretenir avec le président Theodore Roosevelt. Après un voyage triomphal de sept mois, la Friedens-Bertha, comme on l'appelle péjorativement dans les cercles nationalistes allemands, rentre pleine d'enthousiasme des États-Unis, où elle a pu constater que le mouvement pacifiste était bien plus en avance qu'en Europe. Elle est même étonnée de l'effort de transmission des idées pacifistes dans les écoles.
Le 10 décembre 1905, Bertha von Suttner est la première femme à obtenir le Prix Nobel de la paix qu'elle reçoit le 18 avril 1906 à Oslo. Même si Alfred Nobel avait tout de suite pensé à Bertha von Suttner en instituant son prix pour la paix, elle ne l'obtient qu'à la cinquième édition. En 1907, elle est absente lors de la seconde conférence de La Haye qui, cette fois, est davantage axée sur le droit de la guerre que sur une pacification stable. Par la suite, elle essaie à plusieurs reprises d'informer sur les dangers du réarmement international et sur les intérêts de l'industrie de l'armement. À partir de 1912, elle met également en garde contre le danger de la guerre d'anéantissement internationale et se rend de nouveau aux États-Unis où elle discourt, de la côte Est jusqu'à la côte Ouest, dans plus de cinquante villes.
Bertha von Suttner meurt d'un cancer le 21 juin 1914, quelques semaines avant le début de la Première Guerre mondiale dont elle avait prévenu des dangers. Le congrès international pour la paix suivant, prévu pour l'automne 1914, devait se tenir à Vienne.
Elle était membre de l'association autrichienne Die Flamme qui militait pour l'incinération. Elle avait soutenu la construction du premier crématorium allemand à Gotha et avait inscrit dans son testament que son corps devait être amené à Gotha pour y être incinéré. L'urne qui contient ses cendres est toujours conservée dans le colombarium.

## Hommages
Stefan Zweig honore sa mémoire en 1917 lors du Congrès international des femmes pour la compréhension entre les peuples à Berne.
De nombreuses villes d'Autriche et d'Allemagne ont baptisé des écoles, des places ou des rues du nom de Bertha von Suttner. 
Le portrait de Bertha von Suttner apparaît également sur le billet de 1 000 schilling (1966) et sur la pièce de 2 euros autrichienne (2001).
Une plaque honorifique à son nom figure sur la façade du bâtiment partagé par le Comité européen des régions et le Conseil économique et social européen, au 102 rue Montoyer, dans le quartier européen à Bruxelles. Rédigée en trois langues (allemand, français, anglais), elle salue plus particulièrement son prix Nobel de la paix.
Un astéroïde, le (12799) von Suttner, a été nommé ainsi à sa mémoire.

## Œuvres
- Ein schlechter Mensch, Munich 1885
- Daniela Dormes, Munich 1886
- Das Maschinenalter entsteht, 1889
- Die Waffen nieder!, 1889
- Die Waffen nieder! (Éd.), Monatszeitschrift 1892-1899, En ligne
- Vor dem Gewitter, Vienne 1894
- Einsam und arm, Dresde 1896
- Die Haager Friedenskonferenz, Leipzig 1900
- Marthas Kinder (Die Waffen nieder -Partie II ) 1902
- Franzl und Mirzl, Leipzig 1905
- Die Entwicklung der Friedensbewegung, Leipzig 1907
- Randglossen zur Zeitgeschichte, 1892-1900 et 1907-1914
- Rüstung und Überrüstung, Berlin 1909
- Der Menschheit Hochgedanken, Berlin 1911
- Die Barbarisierung der Luft, Berlin 1912
- Chère Baronne et Amie, cher monsieur et ami : der Briefwechsel zwischen Alfred Nobel und Bertha von Suttner, herausgegeben, eingeleitet und kommentiert von Edelgard, Hildesheim, 2001

### Traductions françaises
- Bas les armes !, préface de Gaston Moch, Paris, Fasquelle, 1899
- Souvenirs de guerre suivi de Une ville où l'on s'amuse, nouvelles, Paris, Giard et Brière, 1904
- Armements et surarmements, traduction par Edmond Duméril, Toulouse, E. Privat, 1910
- Bertha Von Suttner- Une vie pour la paix. Brigitte Hamann, traduction par Jean-Paul Vienne, éditions Turquoise, Levallois-Perret, 2014,  (ISBN 978-2-918823-09-4)
- Bas les armes. Avant-propos Marie-Antoinette Marteil, préface Gaston Moch, éditions Turquoise Levallois-Perret, 2015,  (ISBN 978-2-918823-08-7)
- Correspondance entre Alfred Nobel et Bertha von Suttner, Chère Baronne et Amie, Cher monsieur et ami. Traduction par Claudine Layre, éditions Turquoise, Levallois-Perret, 2015,  (ISBN 978-2-918823-07-0)

## Adaptation au cinéma
- 1914 : À bas les armes ! (Ned Med Vaabnene) de Holger-Madsen
- 2015 : Madame Nobel de Urs Egger

## Dans la culture
- En 1952, le film Le Cœur du monde de Harald Braun a pour personnage principal Bertha von Suttner, interprété par Hilde Krahl
- En 2014, le téléfilm allemand Madame Nobel réalisé par Urs Egger relate la relation amicale entre Bertha von Suttner et Alfred Nobel interprétés respectivement par Birgit Minichmayr et Sebastian Koch (voir Madame Nobel, sur imdb.com, consulté le 14 mars 2015).